# Massonia bifolia

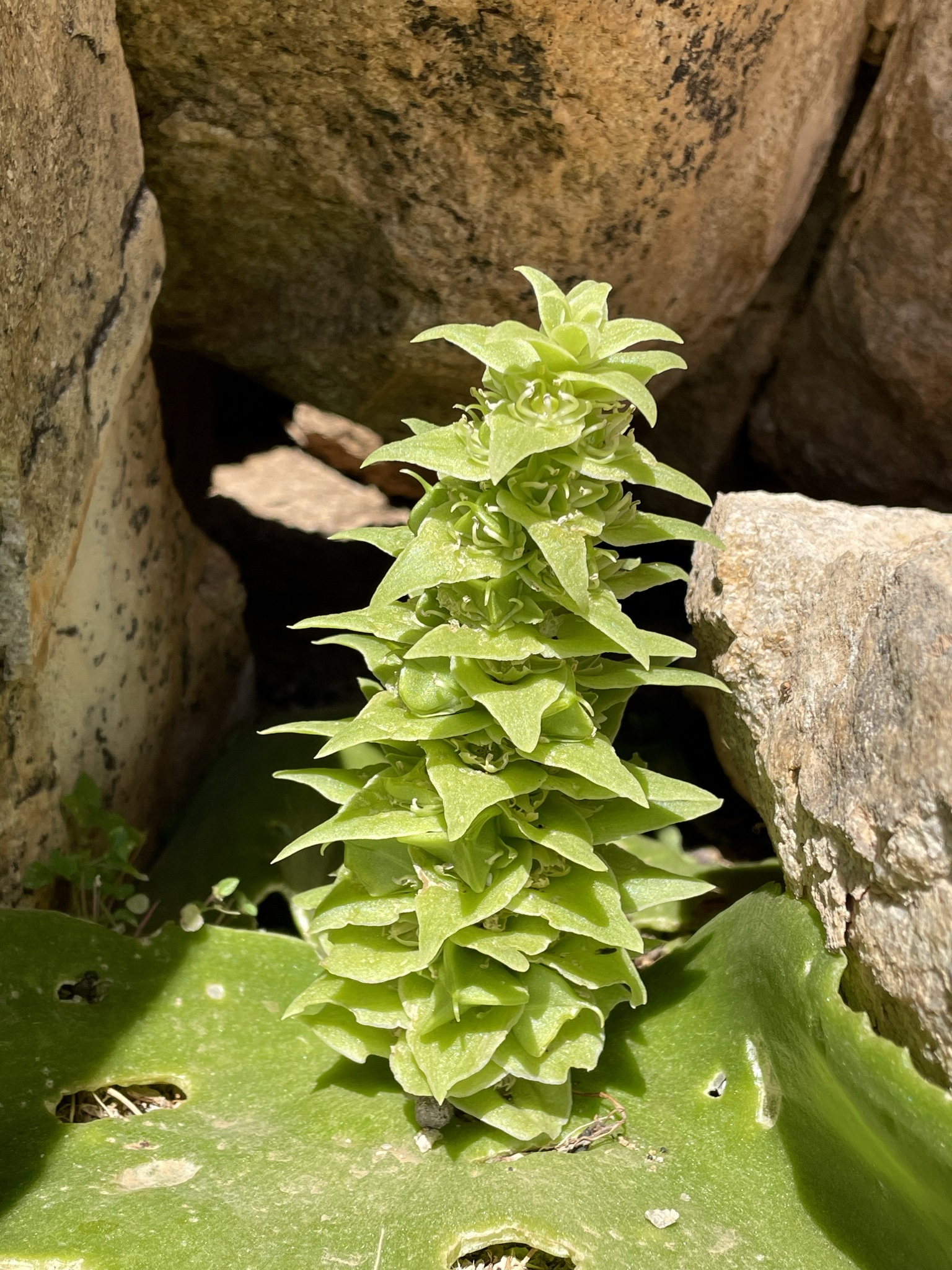
Massonia bifolia

Massonia bifolia ist eine Pflanzenart der Gattung Massonia in der Familie der Spargelgewächse (Asparagaceae). Das Artepitheton bifolia leitet sich von den griechischen Worten bi- für ‚wie‘ sowie -folius für ‚blättrig‘ ab.

## Beschreibung
Massonia bifolia ist eine ausdauernde Pflanze, die mit kleinen Zwiebeln mit einem Durchmesser von bis zu 25 Millimeter, die dünne, fleischige Zwiebelschuppen besitzen, wächst. Die zwei grünen, weichfleischigen Laubblättern sind gegenständig angeordnet. Sie sind breit eiförmig, waagerecht ausgebreitet, zerbrechlich und längsgestreift. Ihre Blattspreite ist bis zu 13 Zentimeter lang und bis zu 9 Zentimeter breit.
Die Blüten bilden dichte, endständige, halbpyramidale Ähren, die eine Länge von bis zu 10 Zentimetern erreichen. Zur Fruchtzeit ist die Ähre bis auf 35 Zentimeter verlängert. Die Blüten besitzen einen kurzen Stiel. Die großen, eiförmig zugespitzten Brakteen sind bis zu 3,5 Zentimeter lang. Die tassenförmige, grüne Blütenhülle ist bis zu 15 Millimeter lang. Die Perigonzipfel sind eiförmig und an ihrer Basis miteinander verwachsen. Die sechs Staubblätter sind bis zu 8 Millimeter lang und an ihrer Basis zu einer kleinen Röhre verwachsen. Die basifixen, introrsen Staubbeutel sind bis zu 4,5 Millimeter lang. Der grüne, bis zu 5 Millimeter lange Fruchtknoten ist dreikantig und dreifächrig. Der Griffel erreicht eine Länge von bis zu 5 Millimeter, die Narbe ist kopfig.
Die Früchte sind geflügelte lokulizide Kapseln. Sie enthalten kugelförmige, glänzende, schwarze Samen mit einem Durchmesser von bis zu 2 Millimeter.

## Systematik und Verbreitung
Massonia bifolia ist im Süden von Namibia und der südafrikanischen Provinz Nordkap in der Sukkulenten-Karoo in Felsspalten verbreitet.
Die Erstbeschreibung als Eucomis bifolia durch Nikolaus Joseph von Jacquin wurde 1791 veröffentlicht. John Charles Manning und Peter Goldblatt stellten die Art 2004 in die Gattung Massonia.
Nomenklatorische Synonyme sind Basilaea bifolia (Jacq.) Mirb. (1804) und Whiteheadia bifolia (Jacq.) Baker (1873).

## Nachweise